# مونتالتو اوفوگو
مونتالتو اوفوگو (به ایتالیایی: Montalto Uffugo) یک کومونه در ایتالیا است که در استان کزنتزا واقع شده‌است. مونتالتو اوفوگو ۷۸ کیلومترمربع مساحت و ۱۷٬۲۵۸ نفر جمعیت دارد و ۵۰۰ متر بالاتر از سطح دریا واقع شده.

## خواهرخوانده
شهرهای Calciano و Brissago خواهرخوانده‌های مونتالتو اوفوگو هستند.